# 斗満虐殺事件
斗満虐殺事件 （トゥマンぎゃくさつじけん、英: The Chaplain-Medic massacre、直訳：チャプレン（従軍聖職者）と衛生兵の虐殺）は朝鮮戦争中の大田の戦いにおいて1950年7月16日に行われた戦争犯罪である。現大韓民国世宗特別自治市錦南面斗満里の北にある山で、重傷を負った非武装のアメリカ陸軍兵士30名と同じく非武装のチャプレン1名が北朝鮮軍の部隊によって殺害された。
大田の戦いの錦江付近での軍事行動中に、アメリカ陸軍の第24師団第19歩兵連隊の部隊がバリケードによって補給線を断たれた。このバリケードは北朝鮮軍の第3歩兵師団が設置したものだった。バリケードを破壊するのは困難だと分かり、部隊は負傷兵を撤退させるため近くの山間部を移動させるしかなかった。
疲労のため負傷兵の搬送が困難となり、重傷を負った米軍兵30名は山頂に取り残された。2名の非戦闘員、チャプレンと衛生兵各1名も負傷兵と共に山頂に残っていた。この負傷兵の部隊は北朝鮮軍の斥候に発見され、衛生兵は逃走に成功したものの残りの31名全員が銃殺されてしまった。非武装のチャプレンは負傷兵らのために祈っているところを射殺され、その後残りの負傷兵30名も殺害された。同年7月、この虐殺などいくつかの事件を理由に、アメリカ軍の指揮官らは朝鮮戦争中の戦争犯罪を調査するための委員会を設立した。同月、北朝鮮の指揮官らは自軍の兵士による捕虜の取り扱い方を懸念して、より厳格な敵捕虜の取り扱いに関するガイドラインを策定した。北朝鮮におけるこの事件の史料はこれ以外ほとんど知られていない。そのため、この記事の執筆に用いた参考文献のほとんどはアメリカ合衆国の文献であり、残りも国連軍側で参戦した国の文献である。

## 背景

### 朝鮮戦争の開戦

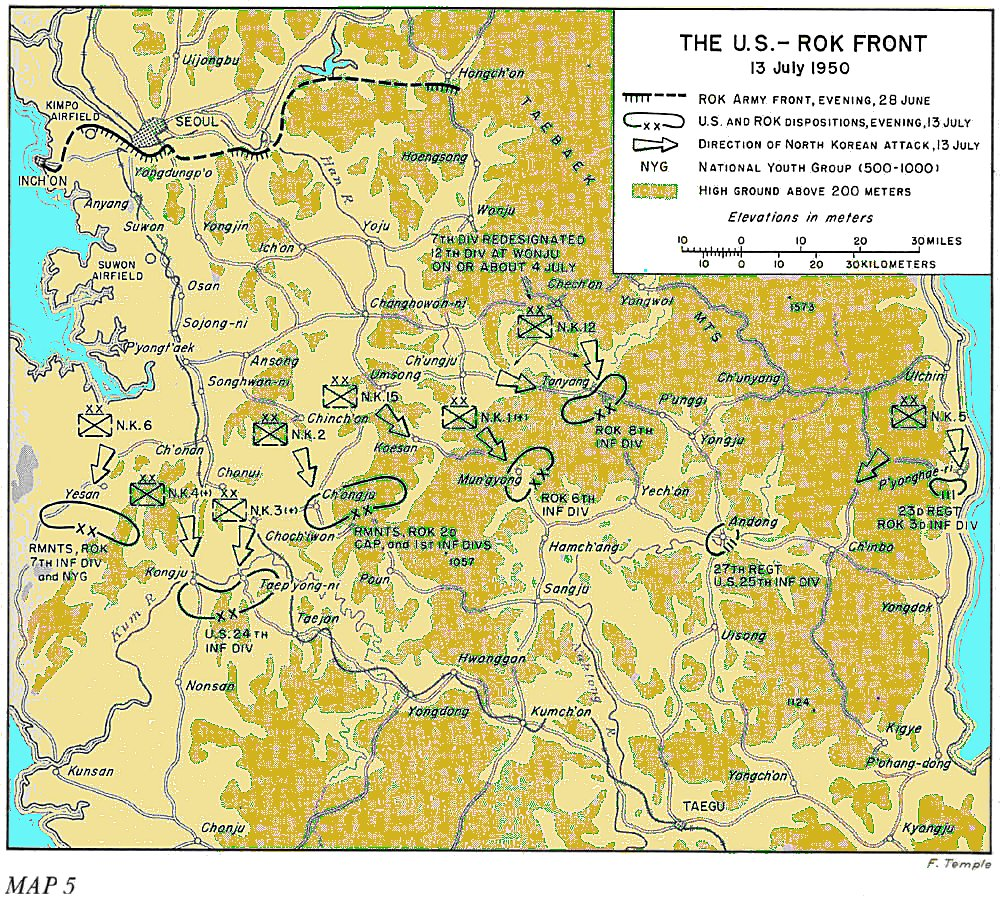
朝鮮戦争の前線の戦況図（1950年7月13日）。図左上のソウル(SEOUL)付近の点線は6月28日夕方時点での韓国軍の前線。バツ印のついた丸い枠は7月13日夕方時点の米軍(US)・韓国軍(ROK)の配置。中にバツ印のある四角は北朝鮮軍、矢印は同日の北朝鮮軍の侵攻方向。

朝鮮民主主義人民共和国（北朝鮮）が大韓民国（韓国）に侵攻した後、国際連合は韓国の崩壊を防ぐため国連軍を派遣した。しかし、国連軍の支援が可能な極東に駐留しているアメリカ合衆国軍（米軍）の数は、5年前に第二次世界大戦が終結して以来徐々に減少していた。現地に最も近い米軍師団は当時日本に司令部を設置していた第8軍第24歩兵師団だったが、この師団は人員不足であり第1次トルーマン政権で制定された防衛縮小のため装備の大半が旧式のものだった。それにもかかわらず、北朝鮮による侵攻の初動を受け止め第7歩兵師団、第25歩兵師団、第1騎兵師団、他の第8軍支援部隊などの追加戦力が配備されるまでの時間を稼ぐため、第24師団は米軍の中で最初に朝鮮に派遣された部隊となった。

### 遅滞行動

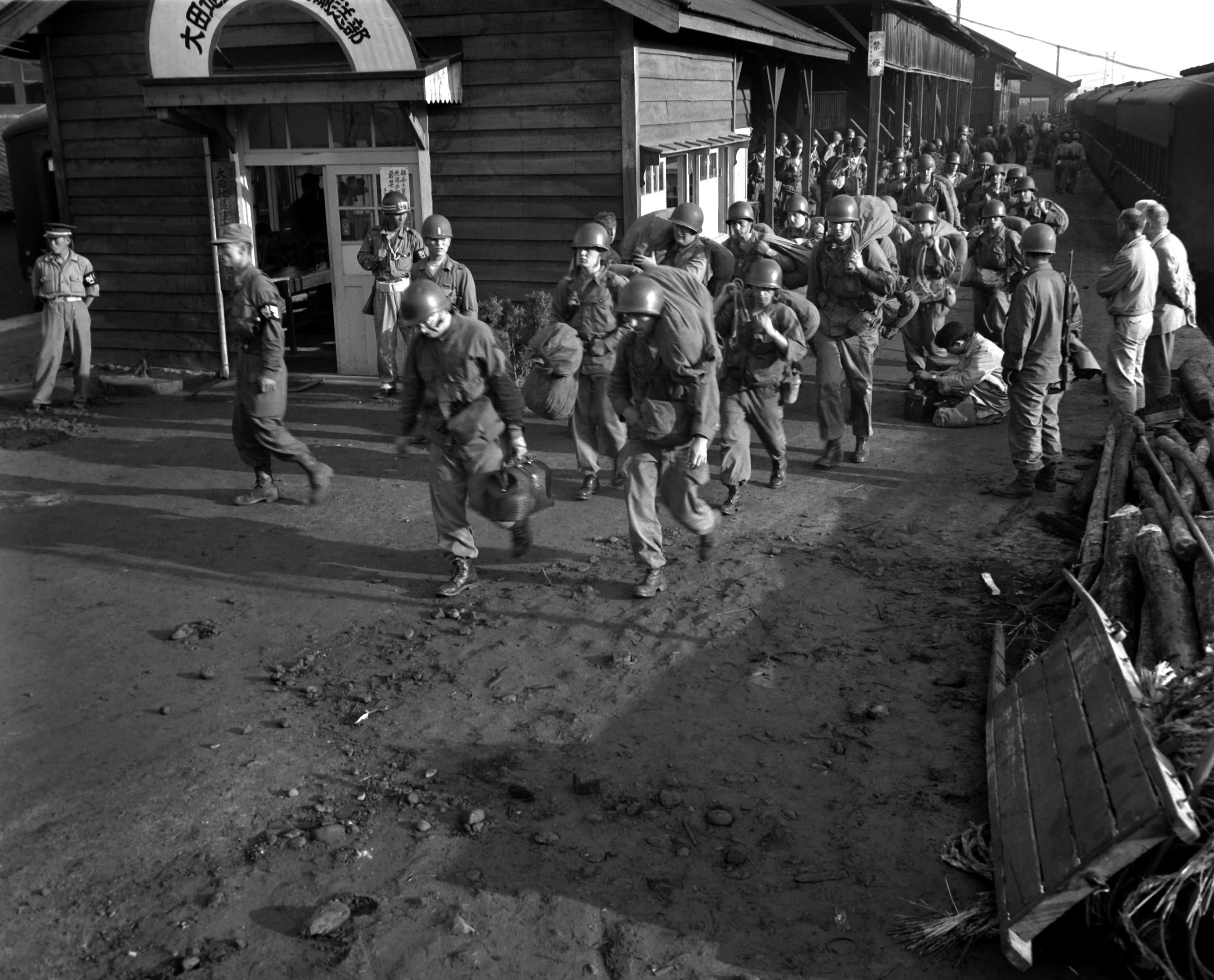
韓国に到着した米軍部隊（スミス支隊）

米軍と北朝鮮軍が最初に衝突した7月5日の烏山の戦いで第24師団は大敗した。
この戦闘で交戦したスミス支隊は烏山から後退し、米軍は続く平沢の戦いでも再び敗北した。北朝鮮軍は数と装備において優位であったため、スミス支隊の敗北から1週間以上にわたって第24師団は敗北を繰り返し、南下を余儀なくされた。第24師団の連隊は鳥致院の戦い、天安の戦い、平沢の戦い、河東峠の戦い、醴泉の戦いを経て組織的に南へと追いやられた。これらのアメリカ軍兵士はほとんどが日本での占領任務を経験しただけで実戦経験がなく、練度の高い北朝鮮軍に比べ準備不足だった。
7月12日、第24師団の師団長ウィリアム・F・ディーン少将は師団の第19、21、34歩兵連隊に、錦江を渡った後に後方の橋を全て破壊し大田付近で防御陣地を構築するよう命じた。大田はソウルから南に160キロメートル、釜山から北西に210キロメートルの位置にある韓国の主要都市であり、第24師団の司令部が設置されていた。ディーン師団長は第34、19連隊を東向きに布陣させ、損害の大きかった第21連隊は南東への予備戦力として残した。大田近郊の西方から北方にかけては錦江が16-24キロメートルにわたる防衛線となっており、南方は小白山脈によって守られていた。また大田からは全ての方向に主な鉄道と道路が広がっており、大田はソウルと大邱の間に位置する主要な交通拠点として米軍にとっても北朝鮮軍にとっても戦略的価値が高かった。防衛線が完成していない釜山付近に北朝鮮軍が集結するのを阻止するため、米軍は大田を維持しなければならなかった。

## 虐殺までの経緯

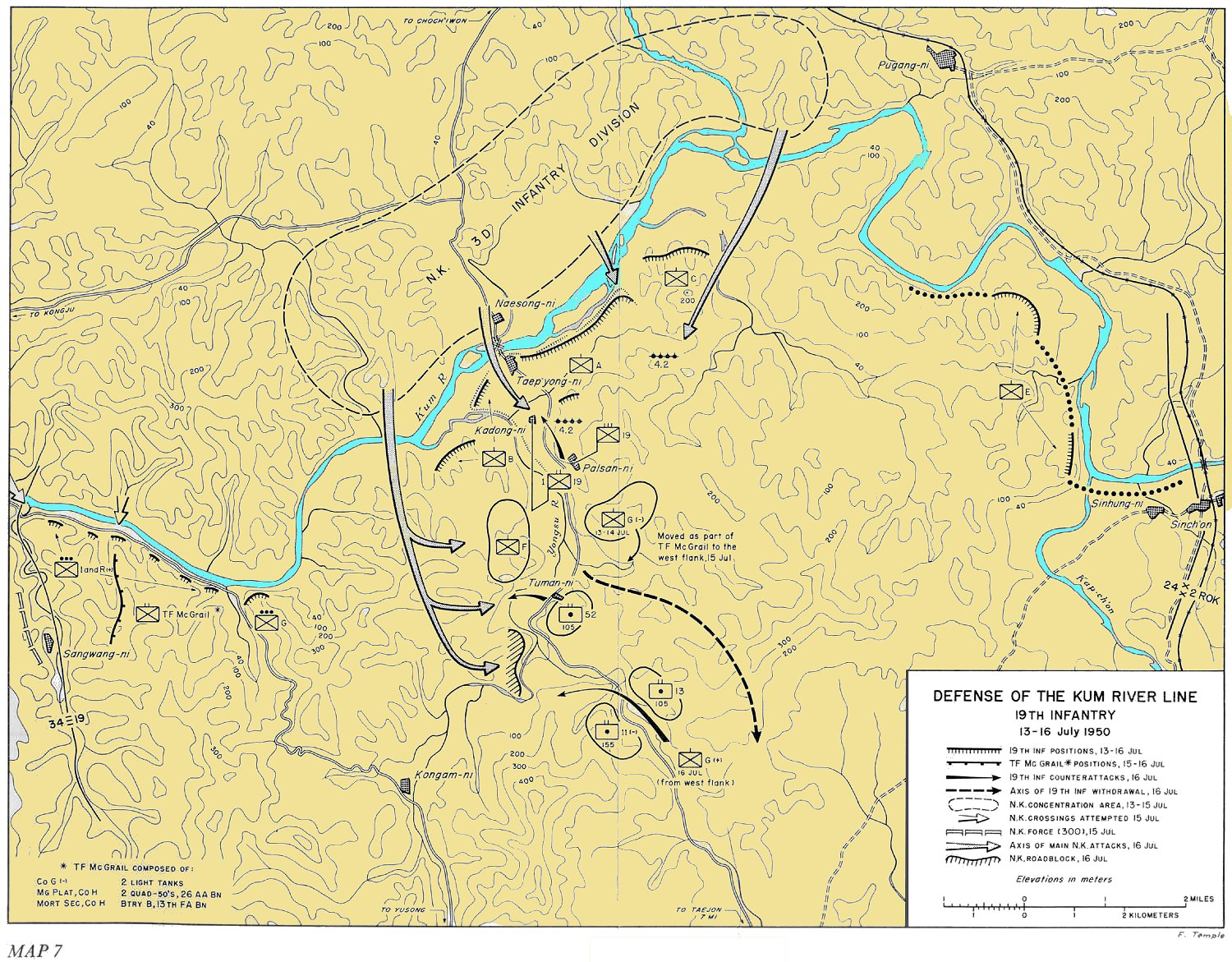
1950年7月13-16日の錦江線の戦闘における第19連隊の戦況図。画面中央に左右に伸びる水色の曲線が錦江。錦江上の点線で囲まれているのが13-15日に北朝鮮軍第3師団が集結していた地域。そこから伸びる灰色の矢印は16日の北朝鮮軍の主な侵攻方向。画面中央やや下、灰色の矢印の先にある平行な斜線のついた曲線は後述のバリケード。錦江下などの細かく短い線がついた曲線は13-16日の第19連隊の配置。黒い矢印、黒い点線の矢印はそれぞれ16日の第19連隊の攻撃と撤退の経路。

### 北朝鮮軍の攻撃
北側で北朝鮮による最初の侵攻があった後、第34連隊は退却して論山へ向けて南下した。7月15日、第19連隊は第34連隊の間隙を埋めるため第2大隊を動かした。韓国軍がそれを補強した。この米軍と韓国軍の部隊は川の西側に大規模な北朝鮮軍の部隊を確認した。7月16日の03:00、北朝鮮軍は第19連隊の陣地へ向けて戦車、大砲、迫撃砲で大規模な砲撃を開始し、ボートでの渡河を開始した。また、北朝鮮軍は川の西岸に集結して第1大隊のC、E中隊の陣地を攻撃、続けてB中隊に向かって上陸した。北朝鮮軍は大隊全体を圧迫しており、大隊が破砕されるおそれがあった。米軍の連隊長は全ての支援部隊と将校に対して戦線に参加するように命じ、攻勢を退けることができた。だが、この戦闘で北朝鮮軍は戦線の後方に侵入しており、予備戦力を攻撃し補給線を遮断した。薄く展開した第19連隊は錦江線を維持することができず、同時に北朝鮮軍を撃退することもできなかった。

### バリケード
大田の近郊西にある儒城のすぐ南には斗満があり、この村の近くを通る道は主な補給経路だった。この補給経路には第19連隊が配置されていたが、北朝鮮軍の部隊は即座にこの戦線の後方にバリケードを設置した。錦江線との間で弾薬や負傷兵を輸送しようとする米軍にとって、このバリケードはすぐに深刻な問題と化した。7月16日の13:00頃、第19連隊長メロイ大佐がディーン師団長に連絡をとり、師団長は彼にバリケードを破壊するよう命じた。だが、北朝鮮軍の部隊は斗満の道の北部少なくとも6箇所に機関銃の巣を設置しており、米軍は繰り返し攻撃を仕掛けたものの北朝鮮軍を撤退させることはできなかった。
バリケードは負傷兵の撤退を妨害していた。米軍は負傷兵をジープに乗せバリケードを抜けて後送しようとしたが、ジープは機関銃の砲火に晒された。機甲部隊や航空機は北朝鮮を撃退しようとしていたので、補給部隊は先に進むことができず16:00までにはバリケードのところで停滞していた。大田から来た重装甲部隊が他の方向からバリケードに向かって移動し、その間に連隊から兵士500名が集められてバリケードが破壊されるのを待った。このとき、補給と負傷兵の世話のためバリケードを迂回する決死行をすることになった第19連隊の部隊は、周囲を囲む丘の間を移動し始めた。1台の戦車はバリケードを抜け負傷した第19連隊指揮官を避難させることができた。だが19:00までに指揮官らは第19連隊に自隊の負傷兵をバリケード東の尾根沿いに移動させるよう命じた。

### 殺害
21:00に第19連隊の約100名の兵士が町の東方にある丘へと移動した。彼らは約30名の負傷兵を後送しており、その中の数人は重傷で歩行できず担架に固定されていた。この100名の集団のうち数人はこれらの兵を搬送するよう命じられていたが、彼らの多くは山中で集団から離れた。山頂に到着するまでに、士官は重症者のうち何人かはこれ以上搬送できないと判断した。彼らを搬送していた兵士が疲れ切っていたのだ。連隊の衛生兵リントン・J・バトリー (Linton J. Buttrey) 大尉と、従軍司祭のヘルマン・G・フェルホルター (Herman G. Felhoelter) 大尉はこのとき負傷兵と共に後方に残されており、負傷者を後送できる別の部隊が来たら彼らを移動させるつもりだった。バトリー大尉は衛生兵であることを示す赤十字の腕章を巻いており、フェルホルター大尉はアメリカ陸軍従軍聖職者団所属であることを示す大きな白のラテン十字の腕章を巻いていた。この残った2名と負傷者は国際法における非戦闘員であり、武器を持っていなかった。
その後すぐに、バトリー大尉とフェルホルター大尉は北朝鮮軍の斥候が近づいてくる音を聞きつけた。これはアメリカ軍の戦線を浸透してきた北朝鮮軍の第3歩兵師団の兵の集団だった。フェルホルター大尉はバトリー大尉に逃走するように言った。バトリー大尉は走っているときに北朝鮮兵に足首を撃たれて重傷を負ったものの、逃走することができた。フェルホルター大尉はそれから担架に横たわっている負傷兵たちに臨終の秘跡と終油の秘蹟を授け始めた。遠方から双眼鏡で監視していた第19連隊本部中隊の兵士らによると、若い外見でおそらく訓練されていない北朝鮮の斥候部隊がその時負傷兵らのいる地点に接近してきたという。この斥候部隊はソビエト製のライフルとPPSh-41短機関銃で武装していた。フェルホルター大尉がアメリカ軍負傷兵のために祈ろうと跪くと、北朝鮮の部隊は彼の頭部と後背部に銃撃を加えた。そして自動火器を撃ち始め、30名の重傷の兵士たちが荒野に逃げ込む前に全員殺害した。

## 余波

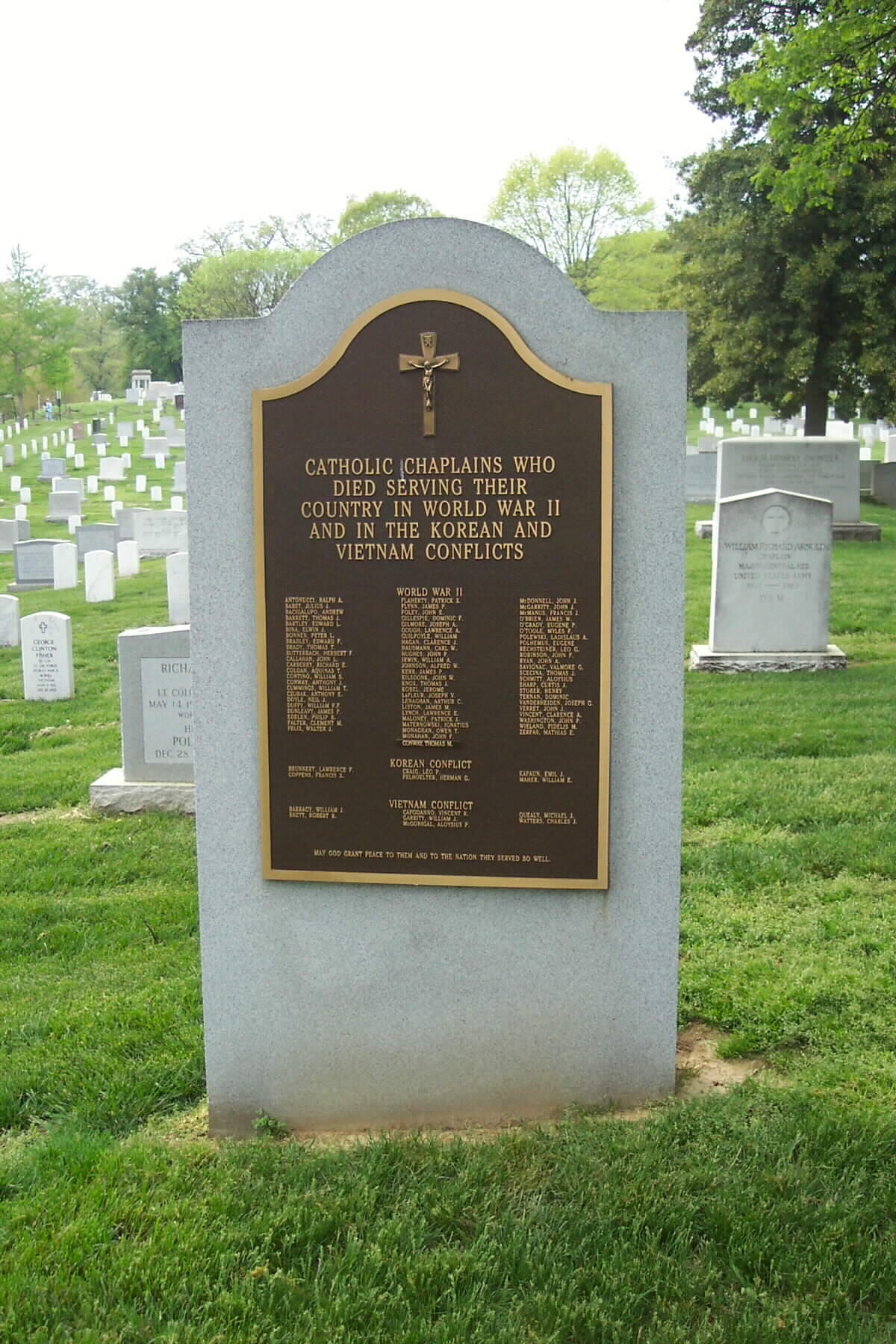
アーリントン国立墓地のチャプレンの丘にあるカトリックのチャプレンの記念碑。KOREAN CONFLICT（朝鮮戦争）の2行目中央にフェルホルター大尉の名前が刻まれているのが確認できる。

戦闘の混乱とその後の撤退のため、米軍の部隊は犠牲者の遺体を3体しか回収することができず、また虐殺を行った北朝鮮部隊を捕縛することもできなかった。死亡したフェルホルター大尉は自ら負傷兵と共に残ったことを評価されて、殊勲十字章を授与された。これはアメリカ陸軍が勇気を称えて授与する勲章の中で2番目に位置するものである。彼はこの戦争で勇気を称えて勲章を授与された最初のチャプレンだった。1952年12月、アメリカの雑誌「タイム」に彼の死亡記事が掲載された。フェルホルター大尉は朝鮮戦争のこの時点で既に死亡もしくは行方不明となっていた12名のチャプレンの最初の1人であった。なお、この12名の中には朝鮮戦争において2人目に殊勲十字章を授与されたチャプレンとなったエミール・J・カパウンが含まれていた。

### アメリカの反応
この事件は、アメリカ軍が北朝鮮兵が行ったとして非難した一連の虐殺事件の中でも初期のものの一つである。この事件と303高地の虐殺、Bloody Gulch massacre（直訳：血の峡谷の虐殺）が起きた後、アメリカ軍の司令官らは7月27日に戦争犯罪の疑惑を調査し証拠を集めるため、委員会を設立した。
1953年後半、ジョセフ・マッカーシーが委員長を務める上院政府活動委員会は、朝鮮戦争で申し立てのあった1,800件もの戦争犯罪の調査を指揮した。この事件は初期に調査された事件の1つであり、ここで事件の英語名「The Chaplain-Medic massacre」が命名された。唯一の生存者であるバトリー大尉は委員会に証人として出頭するよう求められ、アメリカ政府は北朝鮮軍がジュネーブ条約の条項に違反したと結論し、北朝鮮の行動を非難した。
1989年、米国はバージニア州アーリントンにあるアーリントン国立墓地に追悼碑を建立し、第二次世界大戦、朝鮮戦争、ベトナム戦争など様々な戦争で死亡したチャプレンの名前を列記した。

### 北朝鮮の反応
その後の一般的な研究では、戦争初期の北朝鮮は部隊に捕虜を虐待するよう直接命じておらず、非武装の負傷兵についても同様であったと判明した。この事件や同様の虐殺は、統制されていない小規模な部隊が実行したものや個人的な報復、もしくは捕虜を捕縛した部隊の状況が悪化し絶望的な状態に陥ったために発生したものだと考えられている。北朝鮮の部隊が前線で悪化する状況に苦しめば苦しむほど、アメリカ軍の負傷兵や捕虜に対する虐待は増加した。軍事史学者のT・R・フェーレンバッハはこの事件の分析の中で、これらの事件を実行した北朝鮮の部隊はおそらく第二次世界大戦までの大日本帝国軍により数十年間にわたる圧政を受けていたため捕虜の拷問や処刑に慣れているのだろうと記した。
1950年7月28日、国連の情報機関が北朝鮮軍第3師団の司令官である李永鎬将軍の命令を傍受した。その文書には北朝鮮軍の最高司令官である金策と総司令部の指揮官の1人である崔庸健が署名しており、捕虜の殺害は厳禁だと書かれていた。李永鎬は個々の部隊の文化部門に、師団に所属している部隊にこのルールを知らせるよう命令した。翌月に303高地の虐殺が起きて注目を集めると、北朝鮮軍の師団司令官らは捕虜の扱いについてさらに厳しい命令を出した。